# أغينست ذا كرنت

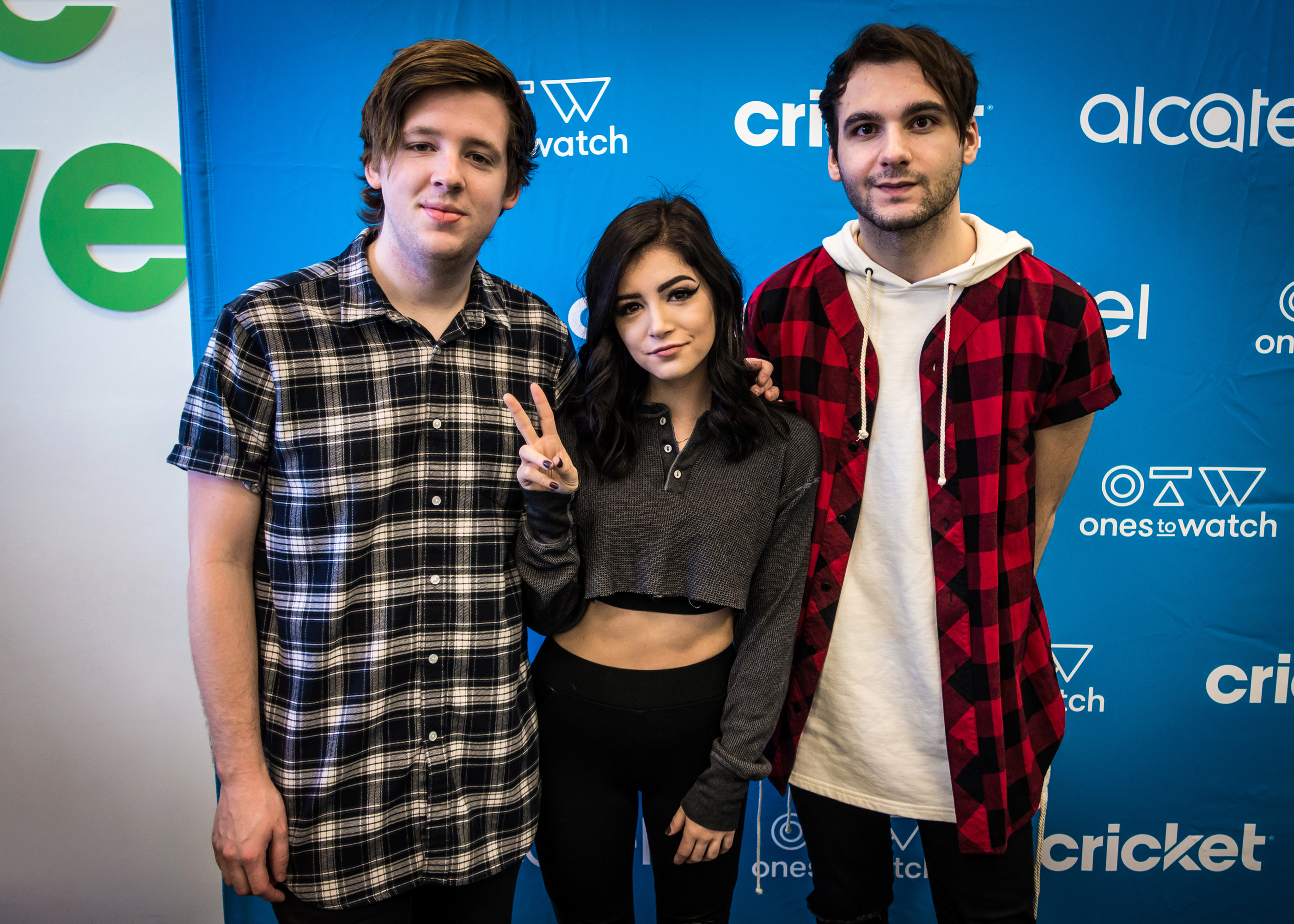

أغينست ذا كرنت (بالإنجليزية: Against the Current)‏ هي فرقة بوب روك من الولايات المتحدة بدأت سنة 2011. الفرقة بدأت بإدارة ميك فيريد، ويوم 4 مارس من عام 2015 قامت بالتعاقد مع شركة فيولد باي رامن للإنتاج الفني.

## الأعضاء

### أعضاء حاليون
- كريستينا كوستانزا – غناء رئيسي (2011–حاضر)
- دانييل غوو – غيتار رئيسي، غناء خلفي (2011–حاضر)
- ويليام فيري – طبول، غناء خلفي (2011–حاضر)

### أعضاء سابقون
- جيرمي رومبالا غيتار إيقاعي، بيانو (2011–2014)

### أعضاء الدعم
- جو سيمونز – غيتار بيس، غناء خلفي (2014–2016؛ 2011–2014)
- رو باكستون – غيتار إيقاعي، آلات مفاتيح، غناء خلفي (2015–حاضر)
- جوردان إيكس – غيتار بيس (2016–حاضر)[3]

## الألبومات
أنتجت أغينست ذا كرنت في بدايتها العديد من النسخ المقلدة لمختلف الأغاني. سنة 2014 أصدرت أول أسطوانة مطولة لها بعنوان infinity، وسنة 2015 أصدرت ثاني أسطوانة مطولة لها بعنوان gravity. أصدرت الفرقة بعد ذلك ألبومي استوديو هما In Our Bones يوم 20 ماي 2016، و Past Lives يوم 28 شتنبر 2018.

## روابط خارجية
- أغينست ذا كرنت على موقع ميوزك برينز (الإنجليزية)
- أغينست ذا كرنت على موقع أول ميوزيك (الإنجليزية)
- أغينست ذا كرنت على موقع ديسكوغز (الإنجليزية)